# Silnice II/336

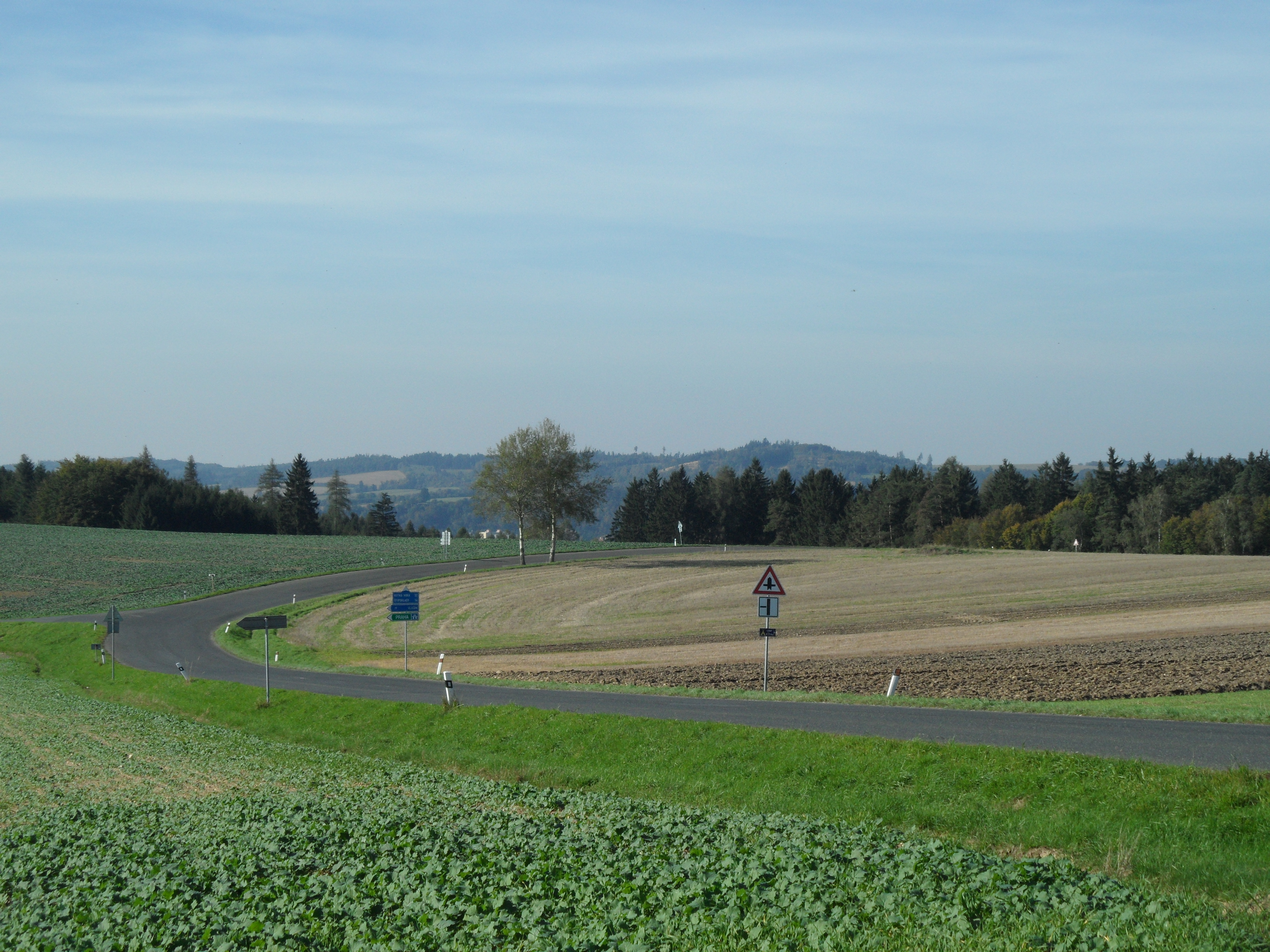
Výhled do Posázaví, přibl. 5. km

Silnice II/336 je silnice II. třídy v trase: Bezděkov - Čejtice - Buda - napojení na silnici II/126 - Zruč nad Sázavou (odpojení od silnice II/126) - Jiřice - Starý Samechov - Čestín - Čentice - Stará Huť - Janovická Lhota - Uhlířské Janovice (napojení na silnici II/335).
V Bezděkově se odděluje od silnice II/150.

## Vodstvo na trase
U Budy vede přes Sázavu, ve Zruči nad Sázavou přes Ostrovský potok, v Čestíně přes Čestínský potok a ve Staré Huti přes Losinský potok.